# 发酵

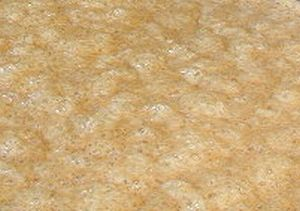
發酵過程

乙醇发酵总览。 一個葡萄糖分子被分解為兩個丙酮酸分子(1)。 這個放熱反應釋放的能量，被用來將一個無機的磷酸根接至 ADP 上，以及將 NAD+ 轉化為 NADH。 此時兩個丙酮酸分子被分解為兩個乙醛分子，並釋出兩個二氧化碳(2)。 緊接著，乙醛利用來自 NADH 的能量與氫原子還原為乙醇， NADH 則被氧化為 NAD+ ，以利於此循環重覆執行(3)。

发酵（英語：fermentation）或发酵作用，食品界也作醱酵，通用的定义是指通过酶的作用，使有机底物发生化学分解变化的代谢过程。但其意涵由使用场域的不同而不同。通常所说的发酵，多是指生物体对于有机物的某种分解过程。
在生物化学界、生理学界，它被狭义地定义为：生物体内在无氧条件下，藉由酶催化一系列氧化还原反应，降解碳水化合物从中释放少量能量的代谢过程。在食品生产界、生物技术界，它可更广泛地指利用微生物的酶催化，並控制适宜的工艺条件，使食品或饮料产生人类所需的或满足口感的变化。
发酵是人类较早接触的一种生物化学反应，如今在食品工业、生物和化学工业中均有广泛应用；其也是生物工程的基本过程，即发酵工程。对于发酵工程的机理以及过程控制的研究，还在继续。

## 各学界产界定义
- 最初发酵是用来描述酵母菌作用于果汁或麦芽汁产生气泡的现象，或者是指酒的生产过程，是为原始的发酵。
- 在食品工业中，发酵常写作醱酵，是指運用生物體，包括微生物、植物細胞、酵母菌，使有机物分解的生物化學反應过程。相应的发酵技術用於製酒、豆類发酵食品。
- 在生化和生理学意义上，发酵指微生物在有氧或无氧条件下，分解各种有机物、产生能量的一种方式；或者更严格地说，发酵是以有机物作为电子受体的氧化还原产能反应。如葡萄糖在无氧条件下被微生物利用，产生酒精并放出二氧化碳。
- 而工业生产上的发酵则是泛指利用微生物的生长繁殖和代谢活动大量生产某些产品的过程，包括：

1. 厌氧培养的生产过程，如酒精、乳酸等。
2. 通气（有氧）培养的生产过程，如抗生素、氨基酸、酶制剂等。
3. 其产品有细胞代谢产物，也包括菌体細胞、酶等。

- 廣義來說只要是酵素造成有機物的轉變都可以稱為發酵，不一定需要微生物，例如茶葉（除黑茶之外）的發酵就與微生物無關，而是细胞内酶的作用。

## 历史
法国化学家巴斯德是首位发酵学者。早在1857年，他将酵母与发酵联系了起来。巴斯德最初将发酵定义为“无需空气的呼吸”。他说“一切发酵过程都是微生物作用的结果”。巴斯德认为，酿酒是发酵，是微生物在起作用；酒变质也是发酵，是另一类微生物在作祟；随着科学技术的发展，可以用加热处理等方法来杀死有害的微生物，防止酒变质。 同时，也可以把发酵的微生物分离出来，通过人工培养，根据不同的要求去诱发各种类型的发酵，获得所需的发酵产品。
德国人爱德华·布赫纳确定了引起发酵的原因在于酵母分泌了一种他定义为“酿酶”的物质，他于1907年获得诺贝尔化学奖，其之后的研究则为丹麦嘉士伯的科学家所推动。
在获取了足够的关于酵母和发酵的知识后，如今发酵的研究达到了分子生物学水平。

## 反应
发酵反应的过程依据不同糖的利用与产物的生产而不同。以下以葡萄糖生产酒精为例，说明酿酒发酵的过程，同时这也是最经典的发酵反应：
- 化学式：C6H12O6 → 2C2H5OH + 2CO2（放出能量：118 kJ/mol，若轉化為ATP中的化學能，約相當於2個ATP）
- 文字式：醣類（葡萄糖、果糖或蔗糖） → 醇类（乙醇） + 二氧化碳 + 能量

就实际反应的生化途径而言，在厌氧呼吸的初期，往往是糖酵解途径，之后的途径与终产物有关。

## 培养
在工业上，发酵过程的发生处于严格的控制之下，这种控制称为培养，即分批培养、补料分批培养、半连续培养和连续培养。

### 分批培养
分批发酵是最为简单的发酵过程，培养基中接入菌种以后，没有物料的加入和取出，除了空气的通入和排气。整个过程中菌的浓度、营养成分的浓度和产物浓度等参数都随时间变化。
微生物生长分为：迟滞期、对数生长期、稳定期和死亡期。在迟滞期，菌体没有分裂只有生长，因为当菌种接种入一个新的环境，细胞内的核酸、酶等稀释，这时细胞不能分裂。当细胞内的与细胞分裂相关的物质浓度达到一定程度，细胞开始分裂，这时细胞生长很快，比生长速率几近常数。这个时期称为对数生长期。随着细胞生长，培养液中的营养物减少，废物积累，导致细胞生长速率下降，进入减速期和稳定期。最后当细胞死亡速率大于生成速率，进入死亡期。对于初级代谢产物，在对数生长期初期就开始合成并积累，而次级代谢产物则在对数生长期后期和稳定期大量合成。
分批培养的操作简单，周期短，染菌机会少，生产过程和产品质量容易掌握；然而产率低，不适于测定动力学数据。

### 补料分批培养
补料分批培养是指在分批培养过程中补入新鲜的料液，以克服营养不足而导致的发酵过早结束的缺点。在此过程中只有料液的加入没有料液的取出，所以发酵结束时发酵液体积比发酵开始时有所增加。在工厂的实际生产中采用这种方法很多。
在这样一种系统中可以维持低的基质浓度，避免快速利用碳源的阻遏效应；可以通过补料控制达到最佳的生长和产物合成条件；还可以利用计算机控制合理的补料速率，稳定最佳生产工艺。同时，由于没有物料取出，产物的积累最终导致比生产速率的下降。由于有物料的加入增加了染菌机会。

### 半连续培养
在补料分批培养的基础上间歇放掉部分发酵液（带放）称为半连续培养。某些品种采取这种方式，如四环素发酵。放掉部分发酵液，再补入部分料液，使代谢有害物得以稀释有利于产物合成，提高了总产量。然而这样做也导致代谢产生的前体物被稀释，提取的总体积增大。

### 连续培养
发酵过程中一边补入新鲜料液一边放出等量的发酵液，使发酵罐内的体积维持恒定。达到稳态后，整个过程中菌的浓度，产物浓度，限制性基质浓度都是恒定的。
在连续培养中控制稀释速率可以使发酵过程最优化。发酵周期长，可以得到高的产量。然而假如菌种不稳定的话，长期连续培养会引起菌种退化，降低产量。长时间补料染菌机会也大大增加。所以这样发酵方式在实际生产中并不常用。

## 应用
食品工业中经常应用发酵过程，应用到淀粉酶，可以使淀粉分解为较小的片段，同时放出二氧化碳，是制造面包的必须过程；应用到酿酒过程，使糖类分解成酒精同时放出二氧化碳；应用到制茶工艺，使茶叶中的没食子茶素分解再合成为茶黄素，使茶叶成为红茶；此外像制作丹貝、腐乳、奶酪、酸奶等都需要发酵过程。当发酵被应用于面食时，多称其为发面。
在製藥工業上，现代发酵工程藉由生物反應器-发酵罐，來進行胰岛素、干扰素、生长激素、抗生素和疫苗等多种医疗保健药物;天然杀虫剂、细菌肥料和微生物除草剂等农用生产资料等的生產。現在，利用植物細胞之植物发酵，真菌細胞等发酵生物技術，生產高價之生物性醫藥產品，例如靈芝发酵，也成为追捧的热点。
化学工业上则用于生产氨基酸、香料、生物高分子、酶以及维生素和单细胞蛋白等。

## 发酵工程
发酵已经从过去纯粹经验化的自然过程，发展成为一个包含微生物学、化学工程、基因工程、细胞工程、机械工程和计算机软硬件工程等在内的多学科工程，即发酵工程。
发酵工程是生物工程的一个极其重要的分支，主要研究如何在最适发酵条件下，使发酵罐得以大量培养细胞和高效生产代谢产物的工艺技术。
从广义上讲，发酵工程由三部分组成：上游工程、发酵工程、下游工程。
发酵工程设计的一般过程主要包括：菌种选育、分子育种；发酵培养基的优化与设计；种子扩大培养；发酵过程动力学的设计；反应器中氧传递的控制；发酵过程的工艺控制；发酵工程优化放大